# Postabélyeg

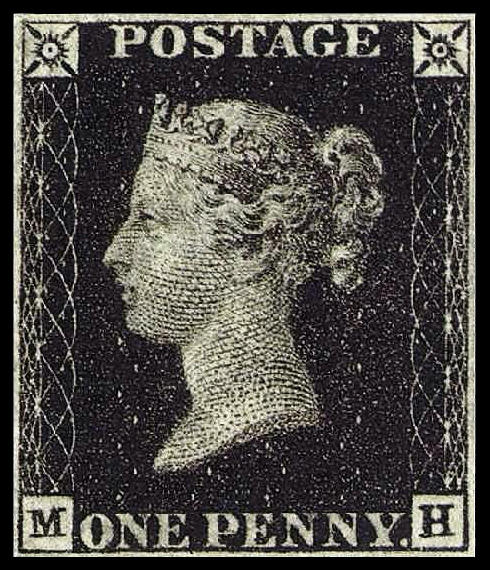
A „Penny Black”, az első postabélyeg, Viktória királynő arcképével (1840)

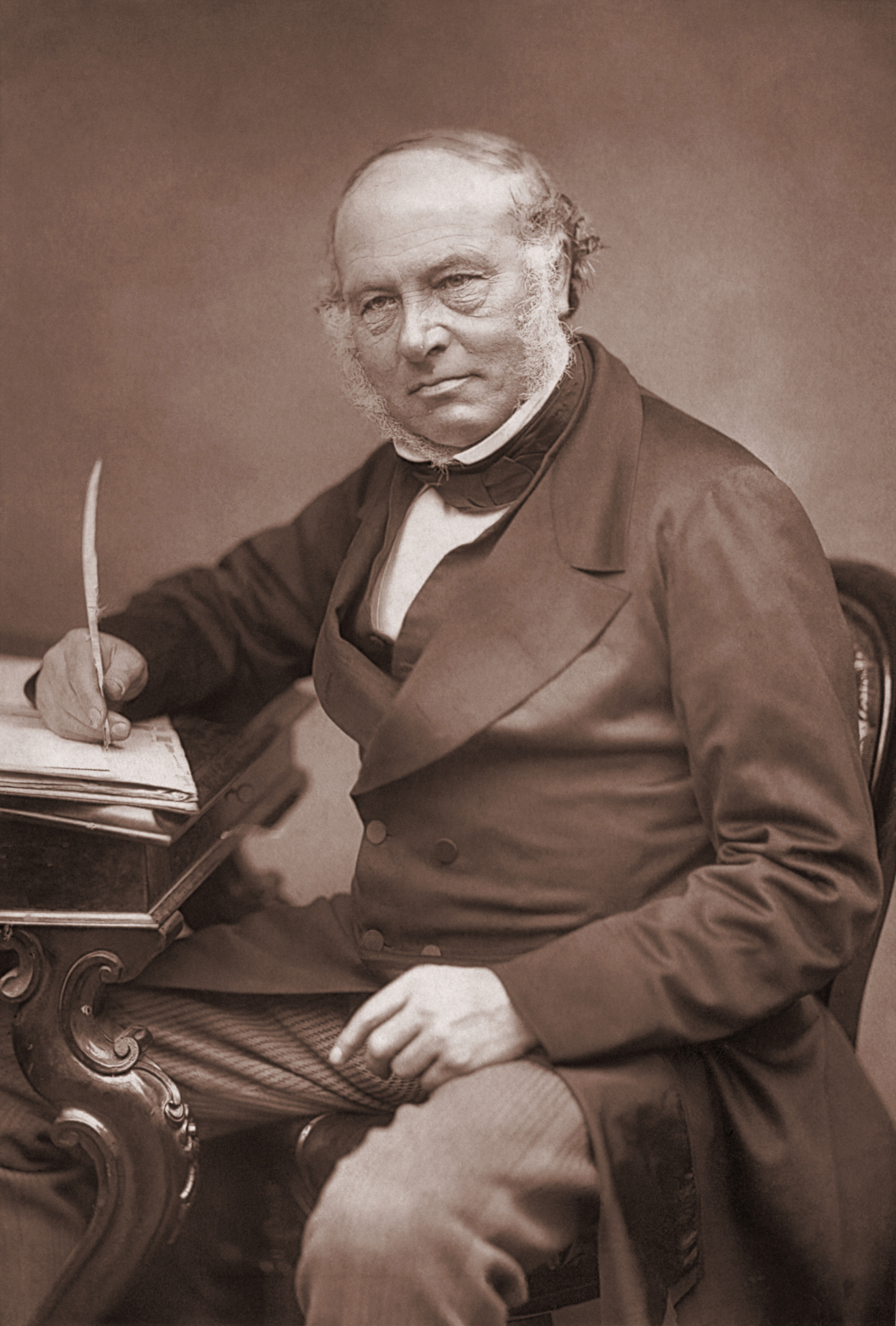
Rowland Hill

A postabélyeg (a köznapi szóhasználatban egyszerűen bélyeg), általában kis méretű, színes rajzolatú értékjegy, amelyet postai küldeményekre ragasztva bérmentesítésre használnak. A bérmentesítés azt jelenti, hogy a küldemény átvételekor a címzettnek a kézbesítésért már nem kell fizetnie. Az első postabélyeg 1840. május 6-án került forgalomba Nagy-Britanniában.

## Története
Nagy-Britanniában a 19. század elejére már annyira zavarossá vált a levelek kézbesítéséért fizetendő díjak rendszere, és annyira magasra emelkedtek a díjak, hogy a kereskedők és a tehetősebb emberek a posta kikerülésével, magánúton, esetleg felfogadott küldöncökkel juttatták célba leveleiket, ami a királyi posta számára jelentős bevételkiesést okozott. Mivel az újságok kézbesítése kevesebbe került, mint a leveleké, a legélelmesebbek az újságra láthatatlan tintával írt, vagy a cikkekben aláhúzott szavakból összeolvasandó üzeneteket juttattak így célba. Emellett abban az időben a címzettnek kellett a kézbesítésért fizetni, a levél átvételekor. Ezt sokan megtagadták, mert a díj 2-8 penny volt – ez abban a korban nem volt csekélység –, ráadásul külön illeték járt a többoldalas levélért, de még a borítékért is. A legenda szerint az is szokásba jött, hogy egy egyszerű üzenetet már a levélen elhelyezett apró jelekkel is a címzett értésére adtak, így a levél átvétele szükségtelenné vált. Az ilyen esetekben a kézbesítés fáradsága, költsége megtérítetlen maradt.
A posta természetesen küzdött a válságból való kilábalásért, egyre többen sürgették a posta reformját, az ügy még a brit parlament különbizottsága elé is került. A legígéretesebbnek a falusi tanítóból lett főtisztviselő, Rowland Hill (1795-1879) terve bizonyult, amelyet már 1823-ban kidolgozott. A javaslat szerint ne a címzett, hanem a feladó fizesse a kézbesítés díját, előre. Továbbá drasztikusan egyszerűsíteni kell a díjszabási rendszert, és megfizethetővé csökkenteni a díjakat. 1839 nyarán kísérletképpen bevezették a távolságtól független 2 pennys díjszabást, majd 1840. január 10-én áttértek az 1 pennys díjra. A reform annyira eredményesnek bizonyult, hogy a kormány a reform további gyakorlati lépéseinek kidolgozásával Hillt bízta meg.
Bár a távolságtól független kézbesítési díj Nagy-Britanniában és még számos további országban is újdonságnak számított, Báthory István lengyel király már 1583-ban rendeletben írta elő, hogy a levelekért, tekintet nélkül a címzett lakhelyére, négy lengyel garas fizetendő.
Megoldandó volt még, hogy a levelekért előre fizetendő díjak lerovása céljából ne legyen szükséges minden alkalommal a postahivatalokat felkeresni. Ennek érdekében készíteni kellett egy nehezen hamisítható értékjegyet, amely a postahivatalokban előre megvásárolható, és amelynek a levélre ragasztásával hitelesen igazolható a postai díj kifizetése. A Times című lapban meghirdetett pályázatra mintegy 2700 pályamű érkezett, olykor igen ötletesek, de a zsűri nem talált közöttük igazán megfelelőt. Végül az első bélyeg, a „Penny Black” Henry Corbould grafikus rajzából született, amely William Wyon 1837-ben vert, az ifjú Viktória királynőt ábrázoló emlékérméje alapján készült. Az értékpapírok és bankjegyek nyomásával foglalkozó Perkins, Bacon és Petch cég részére az acélmetszetet Charles Heath és Frederick Heath vésnök készítette.
Rowland Hill feljegyzései szerint a megfelelő papír és festék kiválasztásától kezdve sokféle technikai nehézséggel kellett megküzdeni, de végül 1840. május 1-jén megvásárolhatók lettek az első bélyegek, óriási érdeklődést és forgalmat kiváltva, noha a bélyeg hivatalosan csak május 6-án került forgalomba.
Mulatságos érdekesség, hogy az első bélyeg elkészítői túl jól végezték el a munkájukat. A postahivatalokban a levélre ütött bélyegző egyik célja, hogy regisztrálja a levél felvételének helyét és idejét; a másik, hogy a félig a bélyegre ütött bélyegzőlenyomat lehetetlenné tegye a bélyeg újabb felhasználását egy másik levélen. Nos, a Penny Black első sorozatai olyan jó minőségű nyomatok lettek, hogy a bélyegzőlenyomat lemosható volt róluk anélkül, hogy ez a bélyegen meglátszott volna, és így a bélyeget a levélről leáztatva újból felhasználhatták. A problémáról értesülve az újabb bélyegeken már gyengébb minőségű festéket használtak.
A brit kormány és a parlamenti felsőház Hill érdemeit bőkezűen jutalmazta. A brit posta ügyvezető titkára, később főigazgatója lett, 13 360 font sterling jutalmat utaltak ki számára, nemesi rangra emelték, bárói címet kapott, valamint a Bath-érdemrendet, nyugdíjba vonulásakor óriási, húszezer fontos jutalomban és évi kétezer fontos nyugdíjban részesítették. A gazdag jutalmazás érthető, ha figyelembe vesszük, hogy Angliában a postára adott levelek száma az 1838. évi 76 millióról 1864-re 642 millióra nőtt.
A sikeresnek bizonyult ötlet bevezetését követően néhány év múlva más országokban is sor került az első bélyegek kiadására: Svájc, Brazília (1843), Oroszország, Finnország (1845), Amerikai Egyesült Államok (1847), Franciaország, Belgium, Bajorország (1849), Ausztria, Spanyolország, Szászország (1850), Románia (1859).

## A magyar bélyeg

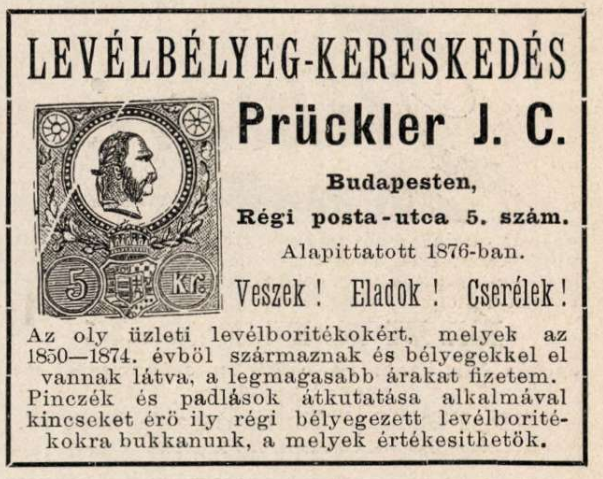
Prückler J. C. bélyegkereskedés reklámja 1895-ből; Prückler Klára (1844–1918) Magyarország első bélyegkereskedő boltjából.

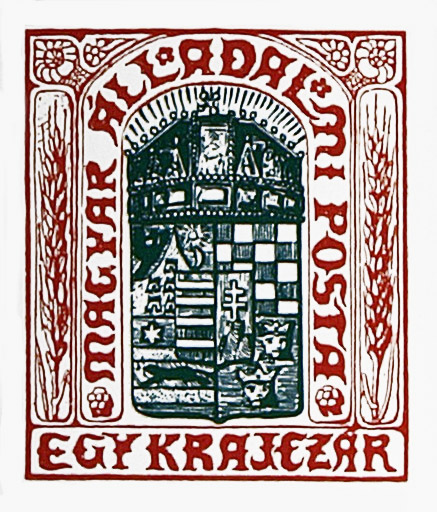
Than Mór bélyegterve 1848-ból

1848-ban, a szabadságharc alatt Than Mór festőművész megbízást kapott a Debrecenben működő Kossuth-kormánytól az első magyar bélyeg tervének elkészítésére. A bélyegterv el is készült, azonban a megvalósítás csak a nyomdai előkészítésig juthatott.
1850 és 1867 között Magyarország, mint az Habsburg Birodalom egyik tartománya, az Osztrák Postaigazgatás alá tartozott. 1850. június 1-jén jelent meg az első bélyeg hazánkban. Ez tehát osztrák bélyeg volt, a rajta látható Habsburg kétfejű sas hamarosan az elnyomás jelképévé vált.
Az első magyar postabélyeg-sorozatot a Kiegyezés után, 1867. június 1-jén bocsátották ki (2 kr, 3 kr, 5 kr, 10 kr és 15 kr címletben, később 25 kr és 50 kr címletben is). A bélyegeket, itthoni technikai feltételek híján, Bécsben nyomtatták, és az – immár önálló – osztrák posta is használatba vette azokat. Ez sok vitához vezetett, de a mai szakmai konszenzus szerint ez tekintendő az első magyar bélyegsorozatnak.
Az első, Magyarországon nyomtatott magyar postabélyeget 1871. május 1-jén bocsátották ki. A bélyeg a budai Állami Nyomdában készült kőnyomatos eljárással.
Másrészt, Magyarország első bélyegkereskedője a polgári Prückler családból való, a hajadon maradt Prückler Klára (1844-1918) volt; 1876. augusztus 24.-én a Soroksári út 25. szám alatt családi bérházban megnyitotta bélyegkereskedését "Prückler J. C." néven. Később a boltot a IV. kerületi Régi Posta 5. szám alatti palotájába költöztette át. Prückler Klára egy régi német származású katolikus polgári család sarja volt, amely Schwarzenbachból, Bodenseekreisből, Baden-Württembergből származik. Édesapja Prückler János (1816-1897), édesanyja Faltenmay Mária (1819-1905) volt.

## Jogi vonatkozások
A bélyeghamisítás a gazdasági bűncselekmények közé tartozik. A magyar Büntető törvénykönyv szerint bélyeghamisítás bűntettét követi el az, aki forgalomba hozatal vagy felhasználás céljából bélyeget utánoz vagy meghamisít, illetve hamis vagy meghamisított bélyeget erre a célra megszerez. Büntetendő az is, aki hamis, meghamisított vagy felhasznált bélyeget mint valódit, illetve fel nem használtat forgalomba hoz vagy felhasznál. A külföldi bélyeg a belföldivel azonos védelemben részesül.
A bélyeghamisítások felismeréséhez bélyegszakértőkre van szükség.

## Érdekességek
- A szokásos négyzet vagy téglalap alakú bélyegek helyett néha más alakú, kör, háromszög, ötszög formájúakat is forgalomba hoznak. Sierra Leone és Tonga például gyümölcs alakú bélyegeket hozott forgalomba.
- Bhután a nemzeti himnusz lejátszható változatával ellátott bélyegeket adott ki.
- Andi Herzog legendás gólja látható rövidfilm formájában az osztrák posta bélyegén, amely több szempontból is egyedülálló az osztrák filatéliai termékek sorában. Ez az első olyan bélyeg, amelyet lentikuláris technikával állítottak elő. Vagyis egy filmfelvétel 48 képét helyezték egymásra, amely a szemlélő számára egy kb. 3 másodperces filmszekvenciát ad ki.

## Fajtái

### Kiadás célja szerint
- Levélbélyeg: az egyszerű bélyeg. Küldeményeken, csomagszállítókon jelzi, hogy mekkora összeggel bérmentesítették a küldeményt.
- Portóbélyeg: arra szolgál, hogy a hiányos bérmentesítéssel vagy bérmentesítés nélkül feladott postai küldeményeken jelezze a címzett által fizetendő összeget.
- Hivatalos bélyeg: a hatóságok, hivatalok, közintézmények használják bérmentesítésre.
- Hírlapbélyeg: újságok, folyóiratok kedvezményes bérmentesítésére használják.

### Használat szerint
- Forgalmi bélyeg: kifejezetten azzal a céllal bocsátják ki, hogy postai küldeményekre ragasztva bérmentesítésre használják.
- Alkalmi bélyeg: a posták elsősorban a bélyeggyűjtők számára adják ki.

## Más bélyegek
Formai jegyeiben hasonló, de funkciójában eltér az illetékfizetésre használatos értékjegy, az illetékbélyeg. Ennek legismertebb, de csak egyik válfaja az okmánybélyeg, mely a törvényekben meghatározott minden olyan illeték megfizetésére általánosan használható, amelyre nem létezik a bélyegen feltüntetett rendeltetésű saját illetékbélyeg. Az utolsó ilyen, ma már a forgalomból kivont, meghatározott rendeltetésű illetékbélyegfajta a közteherjegy volt, de régebben sok másféle is létezett.